# القمة العربية الصينية (2022)
القمة العربية الصينية 2022 هي قمة عقدت بين قادة جامعة الدول العربية ورئيس جمهورية الصين الشعبية في يوم الجمعة 9 ديسمبر 2022 بمدينة الرياض عاصمة المملكة العربية السعودية وذالك خلال الزيارة الرسمية لرئيس جمهورية الصين الشعبية شي جين بينغ إلى السعودية وعقدت القمة برئاسة الأمير محمد بن سلمان آل سعود ولي العهد رئيس مجلس الوزراء بالمملكة العربية السعودية نيابتاً عن الملك سلمان بن عبدالعزيز آل سعود ملك المملكة العربية السعودية.

## القادة المشاركون
- السعودية – الأمير محمد بن سلمان آل سعود ولي العهد رئيس مجلس الوزراء بالمملكة العربية السعودية (رئيس الاجتماع)
- الصين – الرئيس شي جين بينغ رئيس جمهورية الصين الشعبية
- الأردن – الملك عبدالله الثاني بن الحسين ملك المملكة الاردنية الهاشمية
- مصر – الرئيس عبدالفتاح السيسي رئيس جمهورية مصر العربية
- فلسطين – الرئيس محمود عباس رئيس دولة فلسطين
- تونس – الرئيس قيس سعيد رئيس الجمهورية التونسية
- موريتانيا – الرئيس محمد ولد الغزواني رئيس الجمهورية الاسلامية موريتانيا
- البحرين – الأمير سلمان بن حمد اّل خليفة ولي العهد رئيس مجلس الوزراء
- الإمارات العربية المتحدة – الشيخ حمد بن محمد الشرقي حاكم الفجيرة
- الصومال – الرئيس الدكتور حسن شيخ محمود رئيس جمهورية الصومال
- جزر القمر – الرئيس غزالي عثماني رئيس جزر القمة
- جيبوتي – الرئيس اسماعيل عمر جيلي رئيس جمهورية جيبوتي
- السودان – الرئيس عبدالفتاح البرهان رئيس مجلس السيادة الانتقالي
- ليبيا – الرئيس محمد يونس المنفي رئيس المجلس الرئاسي
- اليمن – الرئيس الدكتور رشاد محمد العليمي رئيس مجلس القيادة الرئاسي
- العراق – محمد شياع السوداني رئيس مجلس الوزراء
- لبنان – نجيب ميقاتي رئيس وزراء جمهورية لبنان
- المغرب – عزيز أخنوش رئيس مجلس الوزراء
- الجزائر – أيمن بن عبد الرحمان الوزير الأول
- عُمان – السيد فهد بن محمود آل سعيد نائب رئيس مجلس الوزراء لشؤون مجلس الوزراء
- الكويت – الشيخ سالم عبدالله الصباح وزير الخارجية
- قطر - الشيخ محمد بن حمد بن قاسم آل ثاني وزير التجارة والصناعة